# Obwód Łańcut Armii Krajowej
Obwód Łańcut Armii Krajowej – jednostka terytorialna Służby Zwycięstwu Polski, Związku Walki Zbrojnej i w końcu Armii Krajowej, działająca na terenie powiatu łańcuckiego.

## Historia
W różnych okresach konspiracji Obwód nosił kryptonimy: „Łucjan”, „Łabędź”, „Łukasz”, „Łosoś”, „Łowy”, „Łozina”, „Borsuki”, „Łania”, „Ług”, „IV/13”, „IV/013”, „X37”, „U28”, „G/d”, „R/d”.
Duża część oficerów i podoficerów działających w Obwodzie Łańcut miało za sobą służbę w 39 Pułku Piechoty Strzelców Lwowskich i brało wcześniej udział w kampanii wrześniowej. Pierwszym komendantem obwodu został Henryk Puziewicz, który funkcję tę pełnił do sierpnia 1943 roku. Na przełomie lutego i marca 1940 roku na terenie obwodu przebywał generał Michał Tokarzewski-Karaszewicz, w październiku tego samego roku z punktu zbornego w Łańcucie na tereny okupowane przez ZSRR wyruszyła grupa konspiratorów z pułkownikiem Leopoldem Okulickim – komendantem głównym ZWZ okupacji sowieckiej.
W związku z brakiem stałego zajęcia, wielu żołnierzy zostało zatrudnionych w dobrach hrabiego Alfreda Potockiego, który miał przekazywać (za pośrednictwem zarządcy Szczęsnego Dwernickiego) duże sumy pieniędzy na działalność obwodu. 
W 1942 roku około 1/3 stanu osobowego Obwodu Łańcut AK przeszła do Batalionów Chłopskich. Pierwszym komendantem BCh w powiecie łańcuckim był Antoni Trojnar ps. „Zenon”. W 1944 doszło do scalenia BCh z AK, co w Obwodzie Łańcut było trudne i odbywało się z wieloma perturbacjami. Żołnierze BCh często zmuszali przedstawicieli Armii Krajowej do ustępstw, doprowadzając m.in. do przesunięcia różnych oficerów do innych Obwodów. 22 lipca 1944 w Albigowej żołnierze BCh wychłostali tamtejszego księża, piętnującego ich za komunistyczne poglądy. W odwecie żołnierze AK mieli zastraszyć miejscową działaczkę ruchu ludowego, co niemal nie doprowadziło do otwartego konfliktu wśród żołnierzy tych dwóch organizacji. Ostatecznie doszło do scalenia tychże organizacji w powiecie łańcuckim, wyłączono jednak z tego procesu Zielony Krzyż. Na przełomie 1943 i 1944 doszło także do scalenia lokalnych jednostek NOW i NSZ z Armią Krajową. Poza tym w powiecie łańcuckim istniały małe formacje GL i później AL, które próbowały pozyskiwać w swe szeregi żołnierzy Armii Krajowej, proponując im nawet awans o jeden stopień w przypadku dołączenia do Armii Ludowej. 
W 1943 na terenie Obwodu Łańcut miało się ukrywać ponad 40 osób, którym wyrabiano na miejscu fałszywe dokumenty (kenkarty), według relacji żołnierzy, miał się tam schronić nawet radziecki lotnik czy żołnierz Armii Czerwonej – zbieg z obozu jenieckiego. W tym samym roku w rejonie Brzyskiej Woli odpoczywał oddział 9 Pułku Piechoty AK. Później żołnierze obwodu pomagali także innym uciekinierom z obozów, m.in. Anglikom, Francuzowi i żołnierzom radzieckim. Na terenie obwodu ukrywała się również pewna liczba Żydów, m.in. w Fabryce Sukna w Rakszawie, gdzie w pomoc angażowali się pracownicy zakładu – żołnierze Armii Krajowej i Batalionów Chłopskich, ukrywającym Żydom okoliczni księża wystawiali także fałszywe metryki chrztu. Na terenie powiatu łańcuckiego nie istniała jednak pomoc zorganizowana (nie funkcjonowała Rada Pomocy Żydom), a Żydów nie przyjmowano do oddziałów obawiając się, że podczas tortur mogliby wydać towarzyszy i podejrzewając ich o sympatyzowanie z komunistami. 24 marca 1944 na terenie Obwodu Łańcut (w Markowej) zamordowano za pomoc Żydom rodzinę Ulmów.
Od 1944 żołnierze obwodu udzielali pomocy partyzantom radzieckim, współpracowali nawet w niektórych akcjach, m.in. podczas minowania torów. 
Na terenie Obwodu Łańcut nie produkowano broni palnej, istniało za to kilka komórek produkcji i montażu granatów. Według relacji żołnierzy w Rakszawie (dokładniej w części wsi o nazwie Potok) produkowano granaty zbliżone do granatów ET-40. Być może w montowni w Potoku wyprodukowano nawet 30 tysięcy granatów, liczba ta jest jednak uważana za zawyżoną. 

## Akcje zbrojne

### Dywersja kolejowa
Wykorzystując znajomości wśród kolejarzy oraz fakt mieszkania blisko torów, żołnierze obwodu często zdobywali z pociągów (np. stojących na mijankach w Maleniskach lub Wierzawicach lub na stacji kolejowej w Łańcucie). Według relacji żołnierzy, pierwszy udany „zrzut” z transportu kolejowego przeprowadzili Józef Laskowski ps. „Bochenek” i Stefan Nycz ps. „Wolny” w lutym 1940. Zdobyto wtedy broń, amunicję i sprzęt wojskowy, który trafił do Placówki nr 7. Jesienią 1941 z niesprawnych samolotów transportowanych na zachód żołnierze AK wymontowali cztery karabiny maszynowe. W listopadzie 1942 żołnierze patrolu kolejowego z Rzeszowa pod dowództwem Henryka Albrzykowskiego ps. „Żelazo” zrzucili w Krzemienicy skrzynie zawierające narzędzia chirurgiczne, protezy, bandaże i lekarstwa. Rok później w tym samym miejscu patrol kolejowy zrzucił z transportu ckm, pistolety maszynowe i karabiny. W czasie akcji zakazane było używanie światła, co kończyło się czasem pomyłkami, pewnego razu dywersanci zrzucili przypadkowo 50 skrzyń zawierających pociski artyleryjskie, które utopiono następnie w starorzeczu Wisłoka. 
Po zwiększeniu przez Niemców ochrony na mijankach i stacjach, zrzutów dokonywano w innych miejscach na trasie, m.in. niedaleko gajówki w Załężu. Czasem podczas transportów dokonywano także sabotażu transportowanych pojazdów, m.in. w czołgach niszczono lub zabierano radiostacje, armaty, silniki i demolowano inne pojazdy wojskowe. Jedną z ciekawszych zdobyczy dywersantów były dwie „łodzie pontonowe pneumatyczne”, które ukryto w Krzemienicy i działko przeciwpancerne. Podczas niektórych akcji dochodziło również do walki z konwojentami, kończyły się jednak one zazwyczaj bez strat wśród dywersantów. 
Magazyny przejściowe wykorzystywane przez dywersantów do składowania zdobytego sprzętu znajdowały się w Strażowie, Krzemienicy, Kosinie i w Łańcucie.
Oprócz zdobywania sprzętu, dywersanci zajmowali się również uszkadzaniem parowozów, wagonów, torów i innych urządzeń. Często np. zacierano tłoki parowozów, klinowano korbowody, zalewano mechanizmy i cylindry środkami chemicznymi, itp.. Przez te działania, na linii kolejowej Rzeszów−Przeworsk−Przemyśl okupanci byli zmuszeni odstawiać do naprawy średnio 20 wagonów na dobę. Często podpalano również cysterny i beczki z benzyną. 19 maja 1944 grupa dywersantów składająca się z Bronisława Kukuryka ps. „Baran”, Adolfa Barana ps. „Tur”, Romana Laskowskiego ps. „Mały” i Kazimierza Zdeba ps. „Słup” podłożyła w pociągu transportującym amunicję minę wykonaną z pocisku artyleryjskiego. Mina wybuchła tego samego dnia pod Przemyślem, niszcząc skład.
W marcu 1943 grupie sabotażowej udało się uwolnić z transportu w Strażowie 50 jeńców radzieckich, a w maju 1944 w Krzemienicy uwolniono z wagonu więźniów transportowanych ze Lwowa do Auschwitz i udzielono im pomocy.

### Akcja „Nienadowa”
Akcja „Nienadowa” miała na celu zarekwirowania broni i amunicji, została przeprowadzona w nocy z 2 na 3 marca 1942 w niemieckim magazynie we wsi Nienadowa. Akcja została zorganizowana przez Związek Odwetu Okręgu Kraków AK i jest uważana za jedną z pierwszych większych akcji Związku Odwetu. 
W akcji uczestniczyli żołnierze obwodów Łańcut i Jarosław AK. Plan działania opracowali por. Henryk Puziewicz oraz por. Ernest Wodecki ps. „Szpak” z Inspektoratu Przemyśl Armii Krajowej.
Grupą złożoną z żołnierzy z Łańcuta dowodził Zbigniew Nosek ps. „Jantar” i Piotr Świetlik ps. „Potok”, a grupą z Jarosławia Ernest Wodecki ps. „Szpak”. Obie grupy spotkały się przed zachodem słońca w lesie obok Huciska Nienadowskiego. Po przecięciu połączeń telefonicznych z Dubieckiem, gdzie znajdował się posterunek policji ukraińskiej, grupa udała się do magazynów. Po zajęciu stanowisk wypadowych, do wartowników udał się przebrany za niemieckiego oficera por. „Szpak”. Używając sfałszowanego rozkazu nadzorującego magazyn hauptmanna Eberlego nakazał wartownikom i administratorowi dworskiemu wydać z magazynu 50 karabinów, amunicję oraz inny sprzęt. 
Po załadowaniu sprzętem czterech wozów grupa rozproszyła się, udając się w różne strony, a wozy udały się w stronę Wysokiej, zacierając za sobą ślady gałęziami przywiązanymi do wozów. W Wysokiej zdobycz ukryto w jednej ze stodół. Dwie godziny po akcji za grupą udał się niemiecki pościg, zgubili jednak trop w Markowej i ukrytej broni nie odnaleziono.

### Akcje „Waldlager Sarzyna” i „Waldlager Dąbrówki”
W kompleksie leśnym koło wsi Sarzyna, na terenie zakładów „Boruta” okupanci założyli tzw. „waldlager”, czyli obóz amunicyjny. W obozie składowano i sortowano przede wszystkim zdobytą podczas ataku Niemiec na ZSRR broń i amunicję. Magazyn składał się z wielu baraków oraz luźno ułożonych skrzyń przykrytych brezentem. Obóz otoczony był drutem kolczastym i strzegły go patrole Wehrmachtu i oddziałów pomocniczych. W obozie zatrudniano polskich robotników, z których wielu współpracowało z podziemiem. 
Sprzęt składowany w Sarzynie planowano wykorzystać jako uzupełnienia dla oddziałów walczących na froncie wschodnim. Z zasobów czerpali jednak nielegalnie żołnierze najbliższej Placówki nr 8, wykradając broń i amunicję. Podczas większych wypraw służyli także jako przewodnicy, obserwowali magazyny i podprowadzali grupę dywersantów pod wybrany magazyn. W związku z potrzebą dozbrojenia żołnierzy obwodu, porucznik Puziewicz zdecydował o zorganizowaniu większej wyprawy zaopatrzeniowej. 
Pierwszą większą operację na ten waldlager przeprowadzono nocą z 17 na 18 października 1942 i miało w niej wziąć udział ponad 120 żołnierzy. W ciągu dwóch godzin wywieziono z obozu około 5 ton materiałów, a następnie ukryto je w schronach na terenie pobliskich placówek. Kolejną akcję zorganizowano w nocy z 18 na 19 lutego 1943 i brało w niej udział ok. 60 żołnierzy pod dowództwem Emila Küblera ps. „Wróg”. Według relacji dowódcy zebrano wówczas skrzynie z materiałami wybuchowymi, granatami i amunicją i wywieziono je do schronów w Wydrzu, Lipniku i Husowie. Według lokalnej legendy, konie ciągnące sanie ze zrabowanym sprzętem nie mogły pokonać w Sarzynie stromego wzniesienia, a konwojowi pomogli przejeżdżający ciężarówką żołnierze Wehrmachtu, nieświadomi zawartości przewożonych skrzyń.
Kolejna akcja miała miejsce nocą z 29 na 30 października 1943. Przeprowadziły je grupy dywersyjne obwodów Łańcut i Przeworsk AK pod dowództwem Ernesta Wodeckiego ps. „Szpak” i Henryka Decowskiego ps. „Mars” w sile co najmniej 45 ludzi. Według uczestnika akcji, Józefa Borcza ps. „Krótki” użyto wtedy siedmiu furmanek parokonnych. Załadowano je sprzętem wojskowym, granatami, materiałami minerskimi, karabinami i amunicją. Zaistniała wtedy podobno potrzeba zabicia wartowników, a ich ciała zabrano w celu upozorowania dezercji i uniknięcia represji ze strony okupanta. Według notatek Bogusława Pawłowskiego ps. „Orkan” zdobyto wtedy ponad 3700 granatów obronnych. Zdobyty sprzęt ukryto na terenie placówek nr 1, 3, 7, 5 i 6 oraz w Rozbórzu i Grzęsce.
Ostatnie dwa wypady przeprowadzono w noc sylwestrową z 1943 na 1944 oraz w lutym 1944. Jeszcze w czasie okupacji szacowano, że zdobycz pozyskana z Sarzyny to co najmniej: 4 ręczne karabiny maszynowe, 40 karabinów, 20 tys. granatów, 20 ton trotylu oraz spłonki i zapalniki.
Amunicję pozyskiwano także z niemieckiego magazynu amunicyjnego w rejonie wsi Dąbrówki. Skala tych akcji była jednak niewielka w porównaniu z działaniami zorganizowanymi na Waldlager Sarzyna.

### Atak na posterunek policji w Albigowej
Atak na posterunek policji granatowej w Albigowej przeprowadzono 28 listopada 1942. Celem akcji było ukaranie uciążliwego dla podziemia konfidenta, nowego komendanta posterunku Horbowskiego, wymierzeniem mu chłosty i pozbawieniem munduru. Dowódcą akcji był Józef Blajer ps. „Bej”.
Pierwotnie planowano zaskoczyć komendanta w domu w godzinach wieczornych, ten jednak niespodziewanie udał się na posterunek. W tej sytuacji trzech żołnierzy zostało w domu komendanta, a trzech innych udało się na posterunek z zamiarem przechwycenia go podczas powrotu do domu. Żołnierzy zauważył jednak przypadkowy przechodzień, który uznał ich za pospolitych przestępców i krzykiem powiadomił komendanta i dwóch posterunkowych. W tej sytuacji uzbrojony w pistolet maszynowy MP 40 „Bej” wbiegł do budynku i zastrzelił oddającego strzały z karabinu policjanta. Pozostali policjanci nie próbowali walczyć.
Zastrzelonym okazał się komendant posterunku. Dywersanci następnie udali się w kierunku Krzemienicy, opatrując rannego „Beja”. Niedługo potem do wsi przybyła odsiecz złożona z żandarmów z Łańcuta. Na skutek tego wydarzenia, niedługo potem zlikwidowano posterunek policji w Albigowej.

### Akcja „Żołynia”
Akcję „Żołynia” podjęto w kwietniu 1943 roku w celu uwolnienia aresztowanych żołnierzy AK z posterunku policji granatowej i ukraińskiej policji pomocniczej na rynku w Żołyni. Aresztowanymi żołnierzami byli dowódca plutonu z Żołyni, chor. Józef Wawrzaszek ps. „Złom”, komendant placówki nr 6 Józef Puchała ps. „Lis” i inni aresztanci. Wcześniej do aresztu trafili Alojzy Kołcz i Stanisław Cebulak ps. „Grab”, którzy swoimi zeznaniami doprowadzili do aresztowania „Złoma” i „Lisa”.
Informacje o sytuacji na posterunku w Żołyni Komenda Obwodu Łańcut otrzymała od Mariana Millera, granatowego policjanta współpracującego z AK. Wobec groźby złamania oporu aresztowanych, komendant obwodu uzyskał zgodę Wincentego Rutkowskiego na przeprowadzenie akcji odbicia więźniów. Plan operacji przygotował Henryk Decowski ps. „Mars”. W akcji wzięli udział żołnierze z placówek nr 1, 6, 7, 8 i 9.
W nocy z 21 i 22 kwietnia do Żołyni przybyła grupa w składzie Józef Blajer ps. „Bej”, Józef Tajchman ps. „Słowik” i Walenty Tajchman ps. „Żbik”, która miała odbić „Lisa” z planowanego transportu do żandarmerii w Łańcucie. Do transportu jednak nie doszło.
W nocy z piątku na sobotę, z 21 na 22 kwietnia komendant „Batura” zarządził koncentrację grupy uderzeniowej składającej się z 40 żołnierzy, ale z powodu braku pozwolenia na atak od Wincentego Rutkowskiego grupa udała się do domów. W Wielką Sobotę grupa żołnierzy z Krzemienicy po przybyciu łączniczki udała się na miejsce zbiórki w Dąbrówkach, jednak nikogo tam nie zastała i powróciła do Krzemienicy.
Po otrzymaniu pozwolenia nastąpiła ponowna koncentracja grupy uderzeniowej, składającej się tym razem z 26 osób. Zgodnie z planem akcję miała przeprowadzić grupa szturmowa dowodzona przez porucznika Czesława Szurmiaka ps. „Burza”, w nocy z 24 na 25 kwietnia 1943 roku. Planowano rozbicie stalowych drzwi frontowych przy użyciu miny, wkroczenie do budynku i uwolnienie więźniów. Trzyosobowa grupa dowodzona przez Zbigniewa Noska ps. „Jantar” miała dostać się do budynku od tyłu i wejść po drabinie przez okno na poddasze, gdzie znajdowali się ukraińscy policjanci. Następnie mieli wyeliminować ich i przedostać się na parter, by wesprzeć grupę szturmową. 
Grupa uderzeniowa wyruszyła z Rakszawy około północy, po drodze napotkano pozostawioną w rezerwie, liczącą 8 osób grupę Tomasza Betki ps. „Manierka”. Akcja miała trwać ok. 15 minut. Grupa pod dowództwem Franciszka Świątoniowskiego ps. „Młot” z rkm-em obstawiła dom, w którym stacjonowało 5 niemieckich żandarmów i skąd spodziewano się interwencji podczas ataku na posterunek. O północy przecięto połączenia telefoniczne i rozpoczęto akcję. Znakiem dla grupy atakującej z poddasza miał być wybuch miny przy drzwiach frontowych, tej jednak nie udało się odpalić z powodu zawilgocenia sznura prochowego, a grupa szturmowa pozostała na pozycjach wyjściowych. W tej sytuacji dowódca akcji rozkazał zaatakować posterunek grupie mającej atakować z poddasza. Według „Burzy” i „Beja” grupa „Jantara” wdarła się do budynku torując sobie drogę granatem produkcji konspiracyjnej i dołączyli do niej żołnierze z grupy szturmowej: „Burza”, „Kordian” i „Heros”.
Żołnierze podziemia wdarli się do kancelarii, ale w wyniku ostrzału policjantów ukraińskich z sąsiedniego pokoju, musieli się wycofać na korytarz. Powrót do kancelarii i zajęcie sąsiedniego pokoju umożliwiła detonacja kolejnego granatu. W tym momencie dowódca wysłał do pomocy grupę „Manierki”, którzy wdarli się do kancelarii i rozpoczęli ostrzał wroga. Koniec akcji przyniosła detonacja kolejnego granatu, rzuconego przez „Beja”. Policjanci ukraińscy w bieliźnie uciekli przez okna w kierunku lasu i najbliższego posterunku policji w Grodzisku. Uwolniono łącznie ośmiu więźniów, w tym pięciu żołnierzy AK. Jedyną ofiarą akcji po stronie polskiej był adiutant „Batury”, por. Władysław Dudek ps. „Ordon”, który zmarł w poniedziałek wielkanocny w wyniku ran zadanych przez przypadkowe pociski wystrzelone z rkma grupy zabezpieczającej. Niegroźne rany odniósł także „Manierka”. Straty po stronie niemieckiej nie są znane. 
Po akcji Alojzy Kołcz i Stanisław Cebulak zostali doprowadzeni do Brzeźnika w Potoku, gdzie na rozkaz „Batury” mieli zostać rozstrzelani za zdradę. Kołcz zginął, a Cebulak został ciężko ranny i stracił przytomność. Po jej odzyskaniu doczołgał się do zabudowań w okolicy i wkrótce potem został aresztowany przez Niemców i umieszczony w szpitalu w Rzeszowie, skąd uciekł przy pomocy AK. Ostatecznie darowano mu życie i nadal aktywnie uczestniczył w konspiracji. 
Po akcji w Żołyni oddział „Batury” i „Manierki” wraz z rannymi „Ordonem” i „Lisem” wycofał się w kierunku Woli Zarczyckiej, a żołnierze zostali rozpuszczeni do domów. Podjęte przez Niemców pościgi nie przyniosły rezultatu.

### Akcja „Sieniawa”
Akcja „Sieniawa” Miała na celu ukrócenie działalności policji ukraińskiej i innych ukraińskich kolaborantów na Zasaniu. Data jej przeprowadzenia nie jest znana. Według jednego z dowódców akcji, Emila Küblera ps. „Wróg” miała miejsce 25−26 czerwca 1943, Józef Blajer ps. „Bej” wspominał, że zrealizowano ją 23−24 czerwca, a Franciszek Mieczysław Leja ps. „Luśnia” wyznaczył jej datę na 1−3 czerwca. Najbardziej prawdopodobna jest data podawana przez „Beja”.
Akcję wywołały meldunki napływające z placówek nr 2, 5 i 10, które potwierdzały rosnące zagrożenie ludności polskiej nękanej przez policję ukraińską. W nocy z 22 na 23 czerwca w lesie pomiędzy Białobrzegami a Zmysłówką miała miejsce zbiórka oddziału dywersyjnego kryptonim „Hubert”, dowodzonego przez por. Czesława Szurmiaka ps. „Burza”. Oddział liczył 34 żołnierzy podzielonych na trzy drużyny. Uzbrojenie stanowiły: jeden rkm, dwa pistolety maszynowe MP-40, kilkanaście karabinów, pistolety i granaty. Celem akcji był posterunek policji ukraińskiej w Sieniawie. „Bej” oceniał, że cel akcji − masywny 1-piętrowy budynek, zwany „czerwoną kamienicą” − był otoczony żelaznym ogrodzeniem chronionym drutem kolczastym i generalnie był dobrze przygotowany do obrony.
Zadanie miało być wykonane w następujący sposób: drużyna dowodzona przez „Beja” miała zająć budynek mieszkalny naprzeciwko posterunku, otworzyć w jego kierunku ogień i zabić wartownika. Po związaniu ogniem załogi posterunku, pozostałe dwie grupy dywersyjne miały uderzyć od tyłu, bezpośrednio zaatakować budynek granatami i bronią ręczną. W okolice celu oddział dywersyjny mieli przeprowadzić przewodnicy z Sieniawy, a akcja miała zostać przeprowadzona zaraz po północy 24 czerwca. Odwrót miał przebiegać przez San na lewy brzeg, albo w Lasy Sieniawskie. Według wspomnień uczestników akcji metalowe drzwi do obiektu miały zostać zniszczone przy użyciu miny, a oddział od strony drogi jarosławskiej miał ubezpieczać karabin maszynowy.
Dowódca obwodu „Batura” powierzył dowództwo „Burzy” oraz „Wrogowi”. Grupa dywersyjna zebrała się w lesie pomiędzy Białobrzegami a Zmysłówką w nocy z 22 na 23. Dywersanci cały następny dzień spędzili w młodniku w leśnictwie Budy Łańcuckie, ok. 200 metrów od leśniczówki. Przed wymarszem żołnierze otrzymali z leśniczówki bańkę z kawą, kanapki oraz zapasy na dwa dni − po małej kostce masła i cztery suchary.
23 czerwca po zachodzie słońca oddział rozpoczął całonocny marsz przez lasy koło Opalenisk, przeprawił się o świcie przez San za pomocą łodzi rybackich i ukrył się w zbożu, około 2 km od parku Czartoryskich w Sieniawie i ok. 800 metrów od Sanu na terenie tzw. „Kotówki”. Pierwotnego planu ataku nie udało się zrealizować, gdyż nie nawiązano ustalonego kontaktu z miejscowymi żołnierzami AK, a przewodnicy się nie stawili. Próba skontaktowania się z lokalnym podziemiem podjęta przez dowódców akcji 24 czerwca nie przyniosła rezultatu, mimo to zaplanowano uderzenie na posterunek nocą z 24 na 25 czerwca. W godzinach wieczornych jeden z wysuniętych żołnierzy, ps. „Czarny”, został zauważony i ostrzelany przez patrol ukraiński, po czym wycofał się wprost na ukryty oddział, powodując dezorientację żołnierzy, ucieczkę niektórych i zorganizowany odwrót pozostałych w kierunku Sanu. W trakcie potyczki z nadchodzącymi policjantami ranny w nogę został Jan Kocieł ps. „Junak”, którego koledzy zabrali ze sobą. Dowódcy grupy opanowali sytuację i oddział, ostrzeliwując się, przedostał się bez dalszych strat na otwarte tereny nad Sanem, po czym przekroczył rzekę w rejonie Ubieszyna.
Akcji nie udało się wykonać z powodu niedostatecznego współdziałania z lokalną placówką AK oraz wskutek wysłania do akcji oddziału składającego się w większości z niedoświadczonych żołnierzy. Ukraińskie bojówki zaprzestały na jakiś czas po akcji ataków na polską ludność, spodziewając się kolejnej akcji podziemia. We wrześniu tego samego roku żołnierzy z Obwodu Jarosław AK, dowodzeni przez porucznika Władysława Kobę ps. „Rak” zaatakowali posterunek i najprawdopodobniej odnieśli zwycięstwo.

### Akcje „Szówsko” i „Pełkinie”
Akcje „Szówsko” i „Pełkinie” przeprowadzono nocą z 31 grudnia 1943 na 1 stycznia 1944. W ich wyniku zdobyto broń, sprzęt wojskowy i umundurowanie z niemieckich magazynów w Pełkiniach i Szówsku. W obu akcjach oprócz żołnierzy Obwodu Łańcut AK brali udział żołnierze z obwodów Jarosław i Przeworsk. Zespołem z Jarosławia dowodził por. Władysław Koba ps. „Rak”, a grupą z Przeworska pchor. Edward Cieśla ps. „Zabawa”. Wypadów dokonały dwa oddziały dywersyjne Kedywu z Obwodu Łańcut, dowodzone przez Emila Küblera ps. „Wróg” i Józefa Puchałę ps. „Lis” oraz Zbigniewa Noska ps. „Jantar”. 
Pierwszy zespół, w składzie dowódca i pięciu żołnierzy, po południu 31 grudnia 1943 skierował się do Mirocina przez Nowosielce, stamtąd dywersanci przeszli przez tory kolejowe i około 23:30 podeszli do punktu triangulacyjnego „Irzyk”. Wkrótce akowcy z Obwodu Łańcut spotkali się z miejscową grupą dywersyjną „Raka”. Po naradzie i omówieniu zadań dywersanci przeszli przez most na Sanie, obezwładniając bez strzału strażnika. Po przecięciu połączenie telefonicznego z Jarosławiem i sterroryzowaniu żołnierzy w wartowni opanowali baraki Baudienstu. Magazyny zostały spenetrowane przez żołnierzy podziemia, którzy zabrali kilkanaście karabinów, amunicję i mundury, po czym wycofali się w kierunku miejscowości Kruhel Pełkiński. Tam zalegli w śniegu, widząc blask wystrzelonych nad Jarosławiem rakiet. Po przekonaniu się, że to nie niemiecka obława, ale wiwaty z okazji Nowego Roku, uczestnicy wypadu udali się w dalszą drogę. W miejscowości Wierzbna zdobycz przekazano miejscowym żołnierzom AK, a 1 stycznia łańcuccy dywersanci powrócili do Korniaktowa. 
Równie udana był akcja na magazyny Baudienstu w Pełkiniach. W operacji wzięło udział 15 dywersantów z Kedywu Obwodu Łańcut i wykorzystano do niej 5 furmanek. Zbiórkę oddziału zorganizowano w lesie między Białobrzegami i Korniaktowem. Bez problemu przekroczono linię kolejową Leżajsk−Przeworsk i skierowano się do obozu. Nie było konieczności stoczenia walki, na miejscu nie zastano wartowników, a sterroryzowany niemiecki kierownik obozu wydał napastnikom 10 karabinów i kilka skrzynek amunicji. Podczas odwrotu, powracająca grupa została zaatakowana w rejonie Świętoniowej lub Gniewczyny przez nieświadomych akcji miejscowych żołnierzy AK. 
Zdobycz z obu akcji stanowiły co najmniej 24 karabiny, wyposażenie mundurowe (buty, pasy, plecaki) oraz 300 koców wojskowych. W Szówsku zdobyto 15 karabinów francuskich z 773 sztukami amunicji, 1 karabinek, 1 lornetkę polową, 1 dubeltówkę, 3 niemieckie granaty trzonkowe, 2 odbiorniki radiowe Telefunken Super, 1 maszynę do pisania, 22 koce oraz znaczne zasoby obuwia, odzieży, żywności i papierosów. W celu uniknięcia represji wobec ludności akcje zorganizowano tak, by sprawiały wrażenie dokonanych przez nacjonalistów ukraińskich.

### Akcja „Jula”
Akcję „Jula” przeprowadzono w nocy z 5 na 6 kwietnia 1944. Kedyw Obwodu Łańcut zapewnił wtedy ubezpieczenie dla zespołu minerskiego warszawskiego Kedywu kryptonim „Deska”, z III plutonu z batalionu „Zośka”, wysadzającego przepust kolejowy pod Rogóżnem. Akcję nadzorował cichociemny Bronisław Grun ps. „Szyb”, a brał w niej udział m.in. Jan Rodowicz ps. „Anoda”.
Akcja „Jula” (czasem także występująca pod nazwą „Południe”) była częścią akcji „Burza” i jednocześnie operacji AK o nazwie „Bariera”. Operacja ta miała polegać na akcjach dywersyjno-sabotażowych mających na celu sparaliżowania transportu kolejowego pomiędzy frontem wschodnim a Niemcami i uniemożliwienie przerzutów wojsk z frontu wschodniego na zachód. „Bariera” miała być dowodem współdziałania Komendy Głównej AK z zachodnimi sojusznikami. W ramach tej operacji wysadzono m.in. most kolejowy w Tryńczy (akcja „Wisłok”), przepust kolejowy w Rogóżnie (akcja „Rogóżno”), przepust kolejowy w Nowosielcach (akcja „Sanok”). Minowania celów dokonała przysłana z Warszawy sekcja minerska Kedywu, wydzielona z batalionu „Zośka”.
Wskutek tej akcji, nocą 6 kwietnia około godziny 2:30 wysadzono przepust kolejowy o rozpiętości 8 m, w odległości około 300 metrów na wschód od stacji Rogóżno. Przepust wysadzono pod pociągiem towarowym kierującym się na wschód, drugi pociąg towarowy, kierujący się na zachód, zatrzymano na przepuście kolejowym pod sygnałem wjazdowym na stację. Wybuch uszkodził obie pary szyn i oba pociągi. Według wspomnień Józefa Blajera ps. „Bej” wybuch zrzucił z torów lokomotywę lub wagon. W odległości kilometra na wschód i zachód od stacji Rogóżno zainstalowano samoczynne miny pułapkowe, na których najprawdopodobniej wykoleiły się pociągi ratunkowe kierujące się na miejsce katastrofy. 
Mieszkańców Rogóżna nie spotkały żadne represje, chodź do miejscowości przyjechali funkcjonariusze Gestapo i żandarmerii, którzy aresztowali członków warty nocnej. Na miejscu akcji pozostawiono opakowania i instrukcje w języku rosyjskim, mające przekonać nieprzyjaciela, że akcji dokonał oddział partyzantki radzieckiej. 
Akcję wysadzenia mostu w Tryńczy przeprowadzono ok. dwie godziny wcześniej niż akcję w Rogóżnie. Akcją w Tryńczy dowodził Jerzy Jagiełło ps. „Florian”. Zespół w Rogóżnie słyszał odgłos eksplozji w Tryńczy, oba zespoły działały jednak niezależnie i nie były poinformowane o zadaniach wykonywanych przez kolegów. Po akcji minerzy wycofali się w kierunku Łańcuta, skąd udali się koleją do Krakowa i Warszawy. Po akcji kapitan Mieczysław Kurkowski ps. „Mietek” wnioskował o udzielenie pochwał komendantom obwodów: Rzeszów, Przeworsk, Sanok i dowódcom miejscowych oddziałów. Najprawdopodobniej ze względu na ograniczenia w rozpowszechnianiu informacji konspiracyjnych, nie zdawał sobie sprawy, że warszawskich minerów ubezpieczali żołnierze z Obwodu Łańcut.

### Akcja „Riposta”
Akcja „Riposta” polegała na odbiorze alianckich zrzutów lotniczych. 
26−27 lutego 1944 żołnierze Obwodu Łańcut brali udział w ubezpieczaniu transportu zrzutowej broni i wyposażenia z Obwodu Przeworsk do Obwodu Łańcut. Dotarły tam karabiny maszynowe Bren, pistolety maszynowe Sten, materiały wybuchowe i wyposażenie szpitala polowego. Na terenie Okręgu Kraków AK znajdowało się łącznie 29 zrzutowisk czynnych, które przyjęły zrzuty alianckie podczas okupacji. W Obwodzie Łańcut rozmieszczono dwie placówki zrzutowe o kryptonimach „Paszkot” i „Perkoz”. Oba stanowiska ze względu na zdolność przyjęta z dwóch/trzech samolotów określane były jako bastiony. Placówki te znajdowały się na polach i łąkach przyległych do Puszczy Sandomierskiej. 
Na placówkę „Paszkot” zrzucono dwa zrzuty. Pierwszy, w nocy z 15 na 16 kwietnia, a drugi z 30 na 31 maja 1944 roku. Podczas drugiego zrzutu na „Paszkot” odebrano także sześciu cichociemnych. Nocą z 30 na 31 maja 1944 dokonano też zrzutu na placówkę „Perkoz”, położoną w rejonie wsi Wola Zarczycka. Oba zrzuty dokonane przy użyciu polskich maszyn zostały przeprowadzone przez załogi 1586 Eskadry Specjalnego Przeznaczenia za pomocą samolotów Handley Page Halifax. 
Według oficera łączności obwodu Walentego Dąbka ps. „Dąbrowa”, nasłuch radiowy sygnału do zrzutów prowadziły trzy stanowiska: w Kosinie u ks. Piotra Szkolnickiego, w Potoku u Marcina Wala ps. „Amper” i w Rakszawie u Jana Dudka ps. „Szpikulec”. 
W nocy z 15 na 16 kwietnia przeprowadziła załoga samolotu pilotowanego przez kpt. Michała Goszczyńskiego. Maszyna najpierw skierowała się na zrzutowisko „Myśliwiec” w odległości ok. 18 km na południe od Lwowa, ale przyziemna mgła uniemożliwiła dokonanie zrzutu. W tej sytuacji samolot skierował się na zrzutowisko „Paszkot”, według relacji lotników po pierwszym nalocie, kiedy zrzucono 9 zasobników i 9 paczek, na pokładzie pozostały jeszcze 2 paczki. Obsługa zrzutowiska przestała jednak nadawać odzew, zgasiła światła i samolot nie mógł wykonać drugiego podejścia. Wygaszenie świateł wiązało się najprawdopodobniej ze stwierdzeniem zagrożenia ze strony okupanta, być może spowodował to pojazd wojskowy przejeżdżający nieodległą drogą Rakszawa−Żołynia. W ręce żołnierzy trafiła zawartość 9 zasobników, 2 skrzynie drewniane, 4 skrzynie żelazne i 3 skrzynie blaszane. Jedna skrzynia blaszana uległa zniszczeniu przy zetknięciu z ziemią. Nad bastionem pojawił się jeszcze tej samej nocy samolot typu Handley Page Halifax z brytyjską załogą, który z powodu mgły nie był jednak w stanie wykonać zrzutu.
Zawartość zrzutu była następująca: 2 sztuki granatników PIAT, 4 sztuki karabinów maszynowych MG 34 wraz z amunicją, 34 pistolety maszynowe Sten, 12 rewolwerów, 228 granatów ręcznych, 100 granatów przeciwpancernych, 196 sztuk materiałów wybuchowych, 25 rakiet do sygnalizacji świetlnej, 2 radiostacje AP4 wraz z częściami, 2 zegarki, jedna lornetka, opatrunki osobiste, bluzy, spodnie, pasy parciane, łopaty i instrukcje obsługi broni. 
Drugi zrzut na „Paszkot” przeprowadziły dwa samoloty, pilotowane przez Gerarda Kunowskiego i Władysława Szmaciarza. Z pierwszego samolotu zrzucono 6 zasobników i 12 paczek, na skutek zacięcia wyrzutników nie udało się zrzucić kolejnych 6 zasobników i samolot powrócił do bazy. Drugi samolot zrzucił 12 zasobników, 4 paczki z zaopatrzeniem i sześciu cichociemnych. Obie maszyny bezpiecznie powróciły do bazy. Z tych zrzutów uzyskano 4 granatniki Piat, 2 karabiny przeciwpancerne, 8 karabinów maszynowych Bren, 48 pistoletów maszynowych Sten, 18 pistoletów Llama, 8 granatów, 6 rakiet do sygnalizacji świetlnej, 5 lornetek, opatrunki osobiste i umundurowanie. Oprócz sprzętu dla Armii Krajowej, na „Paszkot” zrzucono również sprzęt radiowy przeznaczony dla cywilnych struktur Polskiego Państwa Podziemnego. Cichociemni zrzuceni w Obwodzie Łańcut to: por. Maksymilian Klinicki ps. „Wierzba 2”, mjr. Adolf Łojkiewicz ps. „Ryś 2”, por. Karol Pentz ps. „Skała 2”, ppor. Feliks Perekładowski ps. „Przyjaciel 2”, ppor. Tadeusz Tomaszewski ps. „Wąwóz” i mjr. Stanisław Trondowski ps. „Grzmot 2”. 
W nocy 31 maja 1944 na placówkę „Perkoz” zrzucono łącznie 24 zasobniki i 24 paczki z dwóch samolotów. Na tym zrzutowisku otrzymano 2 granatniki PIAT, 8 karabinów maszynowych Bren, 94 pistolety maszynowe Sten, 3 pistolety Colt, 8 pistoletów Llama, 7 rewolwerów Smith & Wesson, 2 rewolwery Albion, 235 granatów obronnych, 150 granatów przeciwpancernych, 110 kg plastyku, opatrunki osobiste i umundurowanie.

### Akcja „Łukasz”
Akcja „Łukasz” została przeprowadzona w dniach 18−25 kwietnia 1944 przez oddział dywersyjny Obwodu Łańcut pod dowództwem ppor. Emila Pudło ps. „Łukasz” nad Sanem w rejonie Leżajska. Według wspomnień uczestników akcja miała charakter szkoleniowy, a jej celem było zlikwidowanie dwóch niemieckich placówek (wartowni przy promie i posterunku), zdobycie przeprawy promowej i prowizorycznego mostu na Sanie oraz przedostanie się na drugi brzeg rzeki.
W akcji wzięło udział 40−70 żołnierzy z kilku placówek Obwodu Łańcut i oddział dywersyjny z Obwodu Przeworsk AK. Operacja miała służyć temu, by żołnierze przywykli do specyfiki działań partyzanckich, rozpoznali teren na Zasaniu, przewidziany do planowanej koncentracji dużego zgrupowania partyzanckiego i przeciwdziałali możliwym akcjom nacjonalistów z OUN i UPA. Prawdopodobnie chciano także nawiązać kontakt z oddziałem partyzanckim Józefa Zadzierskiego ps. „Wołyniak”.
Zbiórka została zorganizowana w lasach między Białobrzegami a Żołynią, następnie żołnierze udali się do Woli Zarczyckiej i wzdłuż Sanu, naprzeciwko Krzeszowa. Próba nawiązania kontaktu z oddziałem „Wołyniaka” nie powiodła się. Nie udała się także nocna przeprawa z 19 na 20 kwietnia przy użyciu łódek, gdyż San był zbyt wzburzony. W tej sytuacji „Łukasz” zdecydował o zbrojnym przejęciu w nocy z 23 na 24 kwietnia drewnianego mostu na Sanie oraz strzeżonego przez niemiecką wartownię promu w Starym Mieście. Siły niemieckie oceniano na 10−30 żołnierzy, wyposażonych w karabiny maszynowe i granaty.
Atak na wartownię przeprowadziły grupy pod dowództwem Kazimierza Szwacza ps. „Gangster” i Józefa Lenara ps. „Piłka”. Most zaatakowały natomiast drużyny Józefa Blajera ps. „Bej” i Franciszka Makara ps. „Norblin”. Podczas ataku na prom sforsowano zasieki z drutu kolczastego, ale z powodu braku granatów nie udało się złamać oporu wroga. W wyniku ostrzału prom został uszkodzony i zatonął, a żołnierze AK wycofali się w obawie przed niemiecką interwencją z niedalekiego Leżajska. Mimo nieosiągnięcia celu i słabej organizacji całej akcji, uznano ją za udaną.

### Akcja „U”
Akcja „U” (określana także jako akcja „Prokop”−„Włodzimierz” lub „San”) została przeprowadzona w dniach od 20 maja do 30 czerwca 1944 na Zasaniu w rejonie Leżajska. Jej celem była ochrona ludności polskiej zagrożonej przez nacjonalistów ukraińskich. Akcja stanowiła część większej operacji AK pod kryptonimem „Wet”. Akcja miała także na celu przygotowanie żołnierzy do aktywności dywersyjnej na zapleczu zbliżającego się frontu wschodniego oraz do realizacji akcji „Burza”. Akcję zorganizował Inspektorat Przemyśl Armii Krajowej i brali w niej udział żołnierze z obwodów Łańcut, Jarosław i Przeworsk. W wyniku rzezi wołyńskiej do okolic Łańcuta przybyło wielu uciekinierów z Wołynia. W 1943 i pierwszych miesiącach 1944 w okolice Majdanu Sieniawskiego Ukraińska Powstańcza Armia przerzuciła duże siły z Wołynia, przechodząc do ofensywy na Lubelszczyznę. W kwietniu 1944 doszło do walk UPA z AK pod Posadowem i Telatynem, a miejscowe oddziały AK ochraniały ewakuację ludności polskiej m.in. z powiatu lubaczowskiego.
Do wyprawy oddziału partyzanckiego za San zgłosili się ochotnicy zakwalifikowania przez oficerów i podoficerów. Punkt zborny pierwszego elementu kompanii z Obwodu Łańcut wyznaczono w lasach w rejonie Bud Łańcuckich, a broń i amunicję pobrano z magazynu „Katyń” z tej wsi. 20 maja 1944 odprawiono mszę polową w intencji oddziału partyzanckiego wyruszającego wraz z żołnierzami z obwodów Jarosław i Przeworsk na akcję bojową. Po krótkim pożegnaniu, liczący ok. 100 żołnierzy Oddział Partyzancki „Prokop” pod dowództwem por. Tadeusza Strugalskiego ps. „Kos” wraz z wozem amunicyjnym i czterema wozami prowiantowymi wymaszerował na północny zachód przez Brzózę Królewską w kierunku Woli Zarczyckiej. Ponowna koncentracja została przeprowadzona 28 maja w lasach Woli Zarczykiej, gdzie przed wymarszem za San odprawiono mszę świętą. Oddział składał się z dwóch plutonów, uzbrojonych w ciężkie karabiny maszynowe, rkm-y, granaty i granatniki PIAT.
Oddział wymaszerował z Woli Zarczyckiej 2 czerwca o godz. 19:00, a miejsce przeprawy osiągnięto ok. 2:00. Przeprawę zorganizowano najprawdopodobniej poniżej promu w rejonie Starego Miasta i Kuryłówki. Przeprawa (osobno oddziału i taboru) trwała 4 godziny, a następnie oddział znalazł się w lasach ordynacji łańcuckiej, niedaleko Brzyskiej Woli. 3−4 czerwca zorganizowano tam obóz.
W dniach od 5 do 10 czerwca realizowano program szkolenia żołnierzy, ćwiczono musztrę, służbę wewnętrzną (m.in. wartowniczą), realizowano szkolenie bojowe i strzeleckie. Obóz kilkukrotnie odwiedzali Józef Zadzierski ps. „Wołyniak” i odcięty od swojego oddziału Franciszek Przysiężniak ps. „Ojciec Jan”. Na przedpolu obozu dochodziło też do walki z patrolami ukraińskimi. Żołnierze prowadzili również działania dywersyjne, m.in. atakując niemieckie konwoje i współpracując z partyzantką radziecką. W żywność zaopatrywano się w wioskach ukraińskich, pierwszej rekwizycji dokonano w przysiółku Pierogowiec 5 czerwca, zabrano wtedy dwie jałówki, jedno cielę, 40 kg chleba, 200 kg zboża i 10 kg soli. W tamtym okresie oddziałem dowodził ppor. Józef Puchała ps. „Lis”. 
6 czerwca partyzanci aresztowali Jana Banasia − niemieckiego konfidenta ukrywającego się na Zasaniu po pacyfikacji wsi Wola Zarczycka 20 czerwca 1943. Aresztowany został doprowadzony do obozu, przesłuchany i stracony. Walczono także z oddziałami ukraińskimi, likwidując lokalnych przywódców i organizatorów oddziałów zbrojnych. Spacyfikowano także m.in. wieś Słoboda Mała, zabijając w walce 29 Ukraińców, zabierając bydło i konie oraz paląc zabudowania. 17 czerwca partyzancki aresztowali we wsi Ożanna czterech członków UPA, których doprowadzono do obozu i stracono.
22 czerwca do zgrupowania dołączyły dwa plutony z Obwodu Łańcut pod dowództwem ppor. Zbigniewa Malzahna ps. „Raf” i por. Jana Wielgosza ps. „Ryś”. 3 dni później do oddziału dołączył także kpt. Ernest Wodecki ps. „Szpak”, na czele utworzonego kilka dni wcześniej oddziału „Włodzimierz”. Po osiągnięciu obozu „Szpak” przejął dowództwo nad całym zgrupowaniem partyzanckim, a dowództwo „Włodzimierza” przejął por. Jan Wielgosz ps. „Ryś”. Zgrupowanie stanowiło grupę operacyjną liczącą 200−250 żołnierzy dysponujących taborem konnym i posiadających wsparcie oddziału partyzantki radzieckiej. 
28 czerwca, podejrzewając, że Niemcy podejmą próbę okrążenia oddziału, opuszczono obóz i nocą postanowiono przejść w lasy lipińskie na południe od rzeki Tanew. Wraz z partyzantami radzieckimi oddział przeszedł w kierunku Wólki Łamanej, a następnie przekroczono w bród Złotą. Około północy w rejonie wsi Szyszków i Naklik oddział został ostrzelany z karabinów maszynowych i moździerzy przez wroga. Ogień moździerzowy doprowadził do wybicia większości konnych zaprzęgów taborów. Dowódca oddziału AK nakazał stopniowe wycofanie się, zabierając jedyną ocalałą furmankę z amunicją oraz wóz na którym wieziono rannych. Podczas odwrotu oddział natrafił na okopany batalion kawalerii kałmuckiej, stracono także wóz sanitarny i ostatnią furmankę z amunicją, z której zabrano jedynie granatnik PIAT. Podczas wychodzenia z Wólki Łamanej partyzanci zostali ponownie ostrzelani, a cofająca się grupa po jakimś czasie osiągnęła swoje dawne obozowisko, gdzie umocnili swoje pozycje. Partyzanci radzieccy odłączyli się od oddziałów AK i przez lasy sieniawskie przebili się z okrążenia, oddział „Wołyniaka” przekroczył natomiast San i rozproszył się w okolicy Leżajska. Następnego dnia kpt. „Szpak” z obstawą i rannymi udał się do wsi Tarnawiec, skąd w dogodnej chwili miał przekroczyć San. 29 czerwca w przysiółku Kahlówka zginęło kilku żołnierzy AK (w tym „Szpak”), którzy zostali zaskoczeni przez oddział Kałmuków. Późnym wieczorem 29 czerwca zgrupowanie dowodzone przez por. Tadeusza Strugalskiego ps. „Kos” przeszło przez San i wyruszyło w lasy Brzózy Królewskiej. 
W wyniku akcji Sąd Doraźny Dowódcy Policji Bezpieczeństwa i SD na Dystrykt Lublin skazał na śmierć 60 polskich zakładników więzionych w Biłgoraju.

### Akcja „Julian”
Akcja „Julian” została przeprowadzona na Zasaniu w dniach 10−13 lipca 1944. Uczestniczył w niej pluton dywersyjny Obwodu Łańcut AK oraz plutony z obwodów Przeworsk i Jarosław. Zgrupowaniem dowodził komendant Obwodu Jarosław, kpt. Wojciech Szczepański ps. „Julian”. Akcja miała na celu powstrzymanie działalności UPA w rejonie Zasania i obrona tamtejszych wsi (m.in. Wielkich Oczu, które już po akcji zostały zaatakowane i spalone).
Pluton łańcucki ponownie zebrał się w okolicy Bud Łańcuckich, skąd ze schronów pobrano broń i amunicję, a następnie oddział przeszedł do Gniewczyny Trynieckiej, gdzie spotkał się z żołnierzami z Przeworska. Z oddziałem jarosławskim spotkano się już za Sanem, w lesie koło Leżachowa. Następnie oddział skoncentrował się w rejonie Lasu Witoldówka i udał się w stronę Czerwonej Woli, gdzie został zauważony przez samolot rozpoznawczy typu Fieseler Storch. W trakcie marszu oddział ujął dwóch oficerów z 14 Dywizji Grenadierów SS. Następnie zgrupowanie przeszło w rejon Łapajówki, gdzie zorganizowano odpoczynek. Podczas odpoczynku oddział został nagle zaatakowany i zmuszony do odwrotu, na pobliskiej szosie zwiadowcy zauważyli także wzmożony ruch niemieckich pojazdów wojskowych (m.in. dział samobieżnych, czołgów i piechoty zmotoryzowanej). 
Obawiając się okrążenia, po zmroku zrezygnowano z zadania i zarządzono odwrót, który rozpoczął się 12 lipca ok. 23:00. Około 1:00 oddział przekroczył San, omijając pozycje niemieckich saperów budujących umocnienia nad Sanem i udał się do Lasu Niechciałka, a następnie w rejon Jagiełły. Podczas przeprawy przez Wisłok, pluton z Łańcuta został zaskoczony przez idący za plutonem oddział żandarmerii. W walce zginęło trzech żołnierzy, którzy następnie zostali pochowani przez miejscowych Polaków, a w nocy z 12 na 13 lipca zostali pochowani na cmentarzu w Białobrzegach. 

## Struktura organizacyjna
Na terenie Obwodu Łańcut struktury placówek ukształtowały się najprawdopodobniej w 1941, natomiast plutony bojowe powstawały od 1942, a ukształtowały się finalnie wiosną 1944 roku.
Pod obwód podlegało 10 placówek:
- Placówka nr 1 Łańcut miasto
- Placówka nr 2 Leżajsk
- Placówka nr 3 Czarna
- Placówka nr 4 Giedlarowa
- Placówka nr 5 Grodzisko
- Placówka nr 6 Kosina
- Placówka nr 7 Łańcut wieś
- Placówka nr 8 Wola Zarczycka
- Placówka nr 9 Rakszawa
- Placówka nr 10 Kuryłówka–Zasanie

W powiecie łańcuckim działał również Ośrodek Kedywu kryptonim „Kiejstut”. Istniały również obwodowe struktury dywersji oraz Wojskowa Służba Ochrony Powstania. 
We wsi Albigowa, w budynku starej cegielni istniała konspiracyjna drukarnia. W Obwodzie Łańcut AK kolportowano pisma „Odwet” oraz „Czyn”.

## Komendanci
Funkcję komendanta obwodu pełnili kolejno:
- por. Henryk Puziewicz ps. „Batura”, „Jan Batura”, „Niedźwiedź”, „Prokop”, „Borsuk” (listopad 1939–sierpień 1943)
- kpt. Ernest Wodecki ps. „Szpak”, „Lucjan” (sierpień 1943–20 czerwca 1944)
- kpt. Tadeusz Wawrzkiewicz ps. „Baca” (20 czerwca 1944–sierpień 1944)
- por. Sławomir Holoubek ps. „Rawicz”, „Okoń” (22 sierpnia 1944–listopad 1944)[a]
- por./kpt. Henryk Decowski ps. „Mars“ (listopad 1944–1945)[b]

Zastępcy komendanta
Funkcję zastępcy komendanta pełnili kolejno:
- kpt. Tadeusz Nowakowski ps. „Sęp“
- por. Tadeusz Stachyra ps. „Rak“
- rtm. Wincenty Polit ps. „Jastrząb“
- por. Tadeusz Strugalski ps. „Kos“
- por. Henryk Decowski ps. „Mars“
- por. Tadeusz Strugalski ps. „Kos“
- por. Sławomir Holoubek ps. „Rawicz” (po scaleniu z BCh)
- ppor. Leon Janio ps. „Łaski“ (po scaleniu z NOW)

## Obsada personalna w lutym 1944
- Komendant: kpt. piechoty Ernest Wodecki ps. „Łucjan“
  - Zastępca: por. piechoty Henryk Decowski ps. „Mars“
  - Zastępca: ppor. rezerwy piechoty N.N. ps. „Wydra“
  - Zastępca: ppor. rezerwy piechoty Leon Janio ps. „Łaski“
  - Adiutant: ppor. rezerwy piechoty Romuald Skórski ps. „Marian“
- Oficer łączności: por. rezerwy łączności Walenty Dąbek „Dąbrowa“
- Oficer wywiadu: ppor. rezerwy piechoty Zdzisław Kunstman ps. „Grottger“
- Oficer saperów: ppor. rezerwy piechoty N.N. ps. „Jur“
- Referent propagandy: kpr. rezerwy BCh Piotr Świetlik ps. „Fredek“
- I oficer wyszkolenia: por. Kazimierz Krawiec ps. „Jelniański“
- II oficer wyszkolenia: por. artylerii. Edward Pelc „Wicher“
- III oficer wyszkolenia: kpt. piechoty Tadeusz Wawrzkiewicz „Baca“
- IV oficer wyszkolenia: ppor. piechoty N.N. ps. „Guzik“
- Oficer dywersji: ppor. kawalerii Czesław Szurmiak ps. „Burza“
- Oficer KW: ppor. rezerwy saper Kazimierz Pelc ps. „Puchar“
- Kapelan obwodu: ks. Kuś
- Kapelan szpitala: ks. Julian Bąk ps. „Zator“
- Kwatermistrz: kpt. intendentury N.N. ps. „Jelec“
  - Oficer żywnościowy: chor. kawalerii N.N. ps. „Fil“
  - Oficer broni: ppor. rezerwy piechoty Tadeusz Gągulski ps. „Zielony“
  - Oficer transportowy: ppor. rezerwy piechoty N.N. ps. „Korab“
  - Oficer płatnik: por. rezerwy piechoty N.N ps. „Miły“
  - Oficer mundurowy: ppor. rezerwy piechoty N.N. ps. „Ratler I“
- Lekarz obwodu: ppor. rezerwy sanitariusz Marian Pliś ps. „Gniewosz“
  - Zastępca lekarza obwodu: pchor. rezerwy piechoty N.N. ps. „Sędziwój“
  - Lekarz powiatowy: N.N. ps. „Szałwia“
- Lekarz weterynarii: ppor. rezerwy weterynarz N.N. ps. „Kikut“
- Referent organizacyjno-administracyjny: por. w stanie spoczynku N.N. ps. „Przełęcz“

Dowódcy w terenie
| - Dowódca placówki nr 1: por. rezerwy piechoty Edward Oleksin ps. „Włodek” - Dowódca placówki nr 2: ppor. rezerwy piechoty Stanisław Niezgoda ps. „Serb“ - Dowódca placówki nr 3: chor. artylerii Józef Wawrzaszek ps. „Złom“ - Dowódca placówki nr 4: ppor. rezerwy piechoty N.N. ps. „Mowa“ - Dowódca placówki nr 5: ppor. rezerwy kawalerii Jan Tkacz ps. „Leśnik“ - Dowódca placówki nr 6: ppor. rezerwy piechoty Emil Ziółkowski ps. „Krzywda“ - Dowódca placówki nr 7: pchor. Józef Albigowski ps. „Oleś“ - Dowódca placówki nr 8: ppor. rezerwy piechoty Jan Ruszak ps. „Topolski“ - Dowódca placówki nr 9: st. sierż. piechoty Stanisław Pliś ps. „Wyrwa“ - Dowódca placówki nr 10: kpr./plut. rezerwy piechoty Benedykt Zawadowicz ps. „Motor“ - Dowódca 1. plutonu: ppor. rezerwy piechoty Leopold Didyk ps. „Cyrus“ - Dowódca 2. plutonu: pchor. rezerwy piechoty N.N. ps. „Stasik“ - Dowódca 3, plutonu: pchor. rezerwy piechoty Stanisław Rybak ps. „Łagiewka“ - Dowódca 4. plutonu: ppor. rezerwy piechoty Stanisław Niezgoda ps. „Serb“ - Dowódca 5. plutonu: sierż. saper Tomasz Maruszak ps. „Szarski“ - Dowódca 6. plutonu: ppor. rezerwy piechoty N.N. ps. „Motylek“ - Dowódca 7. plutonu: plut. N.N ps. „Fajny“ - Dowódca 8. plutonu: ppor. rezerwy piechoty N.N. ps. „Ryś“ - Dowódca 9. plutonu: ppor. rezerwy piechoty Mieczysław Balawejder ps. „Tatar“ - Dowódca 10. plutonu: chor. piechoty ? Golczewski/Olszewski ps. „Wieża“ - Dowódca 11. plutonu: sierż. piechoty Józef Kulpa ps. „Hardy“ - Dowódca 12. plutonu: ppor. rezerwy piechoty Bronisław Rzepka ps. „Ryngraf“ - Dowódca 13. plutonu: ppor. rezerwy piechoty Emil Ślimak ps. „Silwa“ - Dowódca 14. plutonu: pchor. rezerwy piechoty Julian Lasek ps. „Orzeł“ - Dowódca 15. plutonu: ppor. rezerwy piechoty N.N. ps. „Żbik“ - Dowódca 16. plutonu: pchor. rezerwy artylerii Władysław Barłoga ps. „Pelikan“ - Dowódca 17. plutonu: st. sierż. piechoty Jan Popek ps. „Ogrom“ - Dowódca 18. plutonu: ppor. rezerwy piechoty Jan Nycz ps. „Nizina“ | - Dowódca 19. plutonu: st. ogniomistrz artylerii Jan Sobek ps. „Czarny“ - Dowódca 20. plutonu: st. sierż. piechoty Władysław Kaszyca ps. „Góra“ - Dowódca 21. plutonu: ppor. rezerwy piechoty Marian Jachowicz ps. „Roman“ - Dowódca 22. plutonu: brak danych - Dowódca 23. plutonu: kpr. kawalerii N.N. ps. „Podrzycki“ - Dowódca 24. plutonu: kpr. rezerwy piechoty N.N. ps. „Grot“ - Dowódca 25. plutonu: kpr. rezerwy artylerii N.N. ps. „Ciepły“ - Dowódca 26. plutonu: kpr. rezerwy piechoty N.N. ps. „Grot“ - Dowódca 27. plutonu: plut. piechoty N.N. ps. „Oś“ - Dowódca 28. plutonu: st. sierż. piechoty N.N. ps. „Jurand“ - Dowódca 29. plutonu: chor. piechoty N.N. ps. „Żbik“ - Dowódca 30. plutonu: kpr./plut. rezerwy piechoty Benedykt Zawadowski ps. „Motor“ - Dowódca 31. plutonu: st. ułan Walenty Szpunar ps. „Bolit“ - Dowódca 32. plutonu: kpr. rezerwy piechoty N.N. ps. „Rogacz“ - Dowódca 35. plutonu: pchor. rezerwy piechoty Antoni Michno ps. „Struś“ - Dowódca 36. plutonu: chor. piechoty N.N. ps. „Torpeda“ - Dowódca 37. plutonu: plut. rezerwy kawalerii N.N. ps. „Nowik“ - Dowódca 38. plutonu: kpr. rezerwy kawalerii N.N. ps. „Sęp“ - Dowódca 39. plutonu: kpr. rezerwy piechoty N.N. ps. „Burza“ - Dowódca 40. plutonu: kpr. rezerwy piechoty N.N. ps. „Granit“ - Dowódca 41. plutonu: plut. rezerwy piechoty N.N. ps. „Garnek“ - Dowódca 42. plutonu: plut. rezerwy piechoty Stanisław Kulpa ps. „Piorun“ - Dowódca 43. plutonu: kpr. rezerwy piechoty N.N. ps. „Zacierka“ - Dowódca 44. plutonu: starszy posterunkowy N.N. ps. „Lew“ - Dowódca 45. plutonu: st. strzelec N.N. ps. „Dąbski“ - Dowódca 46. plutonu: plut. rezerwy piechoty N.N. ps. „Michałowicz“ - Dowódca 47. plutonu: brak danych - Dowódca 48. plutonu: brak danych |

Wojskowa Służba Ochrony Powstania
- Inspektor WSOP: por. rezerwy żandarmerii Józef Czechowicz ps. „Durski“
  - Zastępca inspektora: ppor. rezerwy piechoty BCh N.N ps. „Przerwa“
- Dowódca I plutonu: komisarz N.N. ps. „Łania“
- Dowódca II plutonu: ppor. rezerwy piechoty N.N. ps. „Twardy“
- Dowódca III/IV plutonu: ppor. rezerwy piechoty N.N. ps. „Kmieć“
- Dowódca V plutonu: ppor. rezerwy piechoty N.N. ps. „Raźny“
- Dowódca VI plutonu: ppor. rezerwy piechoty N.N. ps. „Junosza“
- Dowódca VII plutonu: por. rezerwy piechoty N.N. ps. „Szarak“
- Dowódca VII plutonu: ppor. rezerwy żandarmerii N.N. ps „Klon“
- Dowódca IX plutonu: ppor. rezerwy piechoty Stanisław Rybak ps. „Łagiewka“